# Macaranga baccaureifolia
Macaranga baccaureifolia är en törelväxtart som beskrevs av Airy Shaw. Macaranga baccaureifolia ingår i släktet Macaranga och familjen törelväxter. Inga underarter finns listade i Catalogue of Life.